# Tim Kaine
Timothy Michael Kaine (Saint Paul, Minnesota, 26 de Fevereiro de 1958) é um advogado e político dos Estados Unidos.
Foi governador da Virgínia de 2006 até 2010 e membro do Partido Democrata. Antes de se dedicar à política, Kaine praticou advocacia na cidade de Richmond, Virgínia, e trabalhou com a Sociedade de Jesus (os Jesuítas) como missionário católico em Honduras. Foi depois prefeito de Richmond e vice-governador do seu estado.
Casado e pai de três filhos, é considerado um político centrista, favorável ao controle de armas e, apesar de cristão, é a favor do direito de escolha das mulheres ao aborto. Também opõe-se à pena de morte e já comutou uma sentença para prisão perpétua.
Em 22 de julho de 2016, foi escolhido por Hillary Clinton para a chapa democrata como o candidato a vice-presidente na eleição presidencial nos Estados Unidos em 2016, mas acabaram perdendo.